# Состав сил в Ютландском сражении
В статье приведён полный список сил в Ютландском сражении (1916)

## Сводный список сил
|                      | В строю | В строю                                                                       | Приняли участие в сражении | Приняли участие в сражении                                                 |
|                      | Британские | Германские                                                                    | Британские | Германские                                                                 |
| Линкоры              | (всего 32) - 3 × Revenge - 5 × Queen Elizabeth - 4 × Iron Duke - 4 × Orion - 3 × King George V - 3 × Bellerophon - 2 × Colossus - 3 × St. Vincent - 1 × HMS Neptune - 1 × HMS Agincourt - 1 × HMS Erin - 1 × HMS Canada - 1 × HMS Dreadnought | (всего 18) - 5 × Kaiser - 4 × Helgoland - 4 × Nassau - 4 × Konig - 1 × Bayern | (всего 28) - 2 × Revenge - 4 × Queen Elizabeth - 3 × Iron Duke - 4 × Orion - 3 × King George V - 3 × Bellerophon - 2 × Colossus - 3 × St. Vincent - 1 × HMS Neptune - 1 × HMS Agincourt - 1 × HMS Erin - 1 × HMS Canada | (всего 16) - 4 × Kaiser - 4 × Helgoland - 4 × Nassau - 4 × Konig           |
| Додредноуты          | (всего 9) - 7 × King Edward VII - 2 × Лорд Нельсон | (всего 7) - 5 × Deutschland - 2 × Braunschweig                                | - | (всего 6) - 5 × Deutschland - 1 × Braunschweig                             |
| Линейные крейсера    | (всего 10) - 3 × Invincible - 2 × Lion - 1 × HMS Queen Mary - 3 × Indefatigable - 1 × Tiger | (всего 5) - 2 × Derfflinger - 1 × Seydlitz - 1 × Moltke - 1 × Von der Tann    | (всего 9) - 3 × Invincible - 2 × Lion - 1 × HMS Queen Mary - 2 × Indefatigable - 1 × Tiger | (всего 5) - 2 × Derfflinger - 1 × Seydlitz - 1 × Moltke - 1 × Von der Tann |
| Броненосные крейсера | (всего 12) - 3 × Minotaur - 3 × Warrior - 2 × Duke of Edinburgh - 4 × Devonshire | -                                                                             | (всего 8) - 3 × Minotaur - 2 × Warrior - 2 × Duke of Edinburgh - 1 × Devonshire | -                                                                          |
| Лёгкие крейсера      | - 32 | - 14                                                                          | - 26 | - 11                                                                       |
| Эсминцы              | - 190 | - 40                                                                          | - 78 | - 40                                                                       |
| Миноносцы            | - | - 39                                                                          | - | - 21                                                                       |

## Гран Флит

### Линейный флот (Бетл флит)

#### 2-я эскадра линкоров
- King Georg V (кап. 1 ранга Ф. Л. Филд), флаг вице-адмирала сэра Мартина Джеррама, 23 000 тонн,10 — 343 мм/45, 16-102 мм/50, 21,7 узла
- Ajax (кап. 1 ранга Г. Х. Бэйрд), 23 000 тонн 10 — 343 мм/45, 16-102 мм/50, 21,7 узла
- Centurion (кап. 1 ранга М. Калм-Сеймур), 23 000 тонн 10 — 343 мм/45, 16-102 мм/50, 21,7 узла
- Erin (кап. 1 ранга В. Э. Стэнли), 22 780 тонн, 10-343 мм/45, 16 — 152 мм/50, 21 узел
- Orion (кап. 1 ранга О. Бэкхауз) флаг контр-адмирала Э. К. Левесона, 22 200 тонн, 10 — 343 мм/45, 16-102 мм/50, 21 узел
- Monarch (кап. 1 ранга Г. Х. Боретт), 22 200 тонн, 10 — 343 мм/45, 16-102 мм/50, 21 узел
- Conqueror (кап. 1 ранга Г. Г. Д. Тотхилл), 22 200 тонн, 10 — 343 мм/45, 16-102 мм/50, 21 узел
- Thunderer (кап. 1 ранга Дж. Э. Фергюссон), 22 200 тонн, 10 — 343 мм/45, 16-102 мм/50, 21 узел

#### 4-я эскадра линкоров
- Iron Duke (кап. 1 ранга Ф. К. Дрейер) флаг адмирала сэра Джона Джеллико — командующего флотом 26 000 тонн, 10 — 343 мм/45, 12-152 мм/50, 21,2 узла.
- Royal Oak (кап. 1 ранга К. МакЛахан)
- Superb (кап. 1 ранга Э. Хайд-Паркер) флаг контр-адмирала Э. Л. Даффа
- Canada (кап. 1 ранга У. К. М. Николсон) 25 400 тонн, 10 — 356 мм/45, 16-152 мм/50, 22,7 узла
- Benbow (кап. 1 ранга Г. У. Паркер) флаг вице-адмирала сэра Доветона Стэрди 26 000 тонн,10 — 343 мм/45, 12-152 мм/50, 21,2 узла
- Bellerophon (кап. 1 ранга Э. Ф. Брюэн)
- Temeraire (кап. 1 ранга Э. В. Андерхилл)
- Vanguard (кап. 1 ранга Дж. Д. Дик)

#### 1-я эскадра линкоров
- Marlborough (кап. 1 ранга Г. П. Росс) флаг вице-адмирала сэра Сесила Берни 26 000 тонн,10 — 343 мм/45, 12-152 мм/50, 21,2 узла
- Revenge (кап. 1 ранга Э. Б. Кидал)
- Hercules (кап. 1 ранга Л. Клинтон-Бейкер)
- Agincourt (кап. 1 ранга Г. М. Даути)
- Colossus (кап. 1 ранга Э. Д. П. Р. Паунд) флаг контр-адмирала Э. Ф. Э. Гонта
- Collingwood (кап. 1 ранга Дж. К Ли)
- Neptune (кап. 1 ранга В. Х. Г. Бернард) 5 × 2 — 305-мм/50, 21 узел
- St. Vincent (кап. 1 ранга У. У. Фишер)

#### 3-я эскадра линейных крейсеров
(временно придана)
- Invincible (кап. 1 ранга Э. Л. Клэй) флаг контр-адмирала О. Л. Э. Худа†
- Inflexible (кап. 1 ранга Э. Х. Ф. Хитон-Эллис)
- Indomitable (кап. 1 ранга Ф. У. Кеннеди)

#### 1-я эскадра крейсеров
- Defence (кап. 1 ранга С. В. Эллис) флаг контр-адмирала сэра Роберта Арбетнота†
- Warrior (кап. 1 ранга В. Б. Молтено)
- Duke of Edinburgh (кап. 1 ранга Г. Блэкетт)
- Black Prince (кап. 1 ранга Т. П. Бонхэм)

#### 2-я эскадра крейсеров
- Minotaur (кап. 1 ранга Э. Л. С. Х. д’Иф) флаг контр-адмирала Г. Л. Хита
- Hampshire (кап. 1 ранга Г. Дж. Сэвилл)
- Cochrane (кап. 1 ранга Э. Л а Т. Литэм)
- Shannon (кап. 1 ранга Дж. С. Дюмареск)

4-я эскадра лёгких крейсеров
- Calliope (коммодор К. Э. Ле Мезюрье) 2 × 1 — 152-мм/45 , 8 × 1 — 102-мм/45 АУ
- Constance (кап. 1 ранга К. С. Таунсенд) 2 × 1 — 152-мм/45, 8 × 1 — 102-мм/45 АУ
- Caroline (кап. 1 ранга Г. З. Крук) 3 × 1 152-мм/45 , 6 × 1 — 102-мм/45
- Royalist (кап. 1 ранга Г. Мид) 2 × 1 — 152-мм/45, 6 × 1 — 102-мм/45, 28,5 узла
- Comus (кап. 1 ранга Э. Г. Готэм) 3 × 1 152-мм/45 , 6 × 1 — 102-мм/45, 28,5 узла

Приданые лёгкие крейсера и крейсера-скауты (в основном в качестве посыльных судов)
- Active (кап. 1 ранга П. Уитерс) 10 × 1 — 102-мм/50, 2×1 — 457-мм ТА 25 узлов
- Bellona (кап. 1 ранга Э. Б. С. Даттон) 10 × 1 — 102-мм/50, 2×1 — 457-мм ТА 25 узлов
- Blanche (кап. 1 ранга Дж. М. Каземент) 10 × 1 — 102-мм/50, 2×1 — 533-мм ТА 24,5 узла
- Boadicea (кап. 1 ранга Л. К. С. Вуллкомб) 10 × 1 — 102-мм/50, 2×1 — 457-мм ТА 25 узлов
- Canterbury (кап. 1 ранга П. М. Р. Ройдз) 2 × 1 — 152-мм/45, 8×1 — 102-мм/45, 2×1 — 533-мм ТА 29,5 узла
- Chester (кап. 1 ранга Р. Л. Лоусон) 10 × 1 — 140-мм/45, 2×1 — 533-мм ТА 26,5 узла

4-я флотилия эсминцев
- Tipperary (лидер) флаг кап. 1 ранга Л.Дж. Винтура 1993 дл. т, 6 × 1 — 102-мм/45 орудий, 2 × 2 533-мм ТА, 31 узел

- Acasta
- Contest
- Owl
- Achates
- Fortune
- Porpoise
- Ambuscade
- Garland
- Shark
- Ardent
- Hardy
- Sparrowhawk
- Broke
- Midge
- Spitfire
- Christopher
- Ophelia
- Unity

11-я флотилия эсминцев
- Castor (лёгкий крейсер) флаг коммодорв Дж. Р. П. Хоксли
- Kempenfelt
- Martial
- Moon
- Magic
- Michael
- Morning Star
- Mandate
- Milbrook
- Mystic
- Manners
- Minion
- Ossory
- Marne
- Mons

12-я флотилия эсминцев
- Faulknor (лидер)флаг кап. 1 ранга Э.Дж. Б. Стирлинга

- Maenad
- Mindful
- Nonsuch
- Marksman
- Mischief
- Obedient
- Marvel
- Narwhal
- Onslaught
- Mary Rose
- Nessus
- Opal
- Menace
- Noble

Разные
- Abdiel минзаг

- Oak придан флагману флота как репетичный корабль

### Флот линейных крейсеров
- Lion (кап. 1 ранга Э. Е. Четфилд) флаг вице-адмирала сэра Дэвида Битти — флагман флота линейных крейсеров

#### 1-я эскадра линейных крейсеров
- Princess Royal (кап. 1 ранга У. Г. Коуэн) флаг контр-адмирала О. де Б. Брока
- Queen Mary (кап. 1 ранга Прауз)
- Tiger (кап. 1 ранга Г. Б. Пелли)

#### 2-я эскадра линейных крейсеров
- New Zealand (кап. 1 ранга Дж. Ф. Э. Грин) флаг контр-адмирала У. К. Пакенхэма
- Indefatigable (кап. 1 ранга К. Ф. Сойерби)

#### 5-я эскадра линкоров
(временно придана)
- Barham (кап. 1 ранга Э. У. Крэйг) флаг контр-адмирала X. Эван-Томаса
- Valiant (кап. 1 ранга М. Вуллкомб)
- Warspite (кап. 1 ранга Э. М. Филлпотс)
- Malaya (кап. 1 ранга Э. Д. Е. Х. Бойл)

#### 1-я эскадра лёгких крейсеров
- Galatea флаг коммодора Э. С. Александер-Синклера
- Phaeton (кап. 1 ранга Дж. Э. Камерон)
- Inconstant (кап. 1 ранга Б. С. Тешигер)
- Cordelia (кап. 1 ранга Т. П. X. Бимиш)

#### 2-я эскадра лёгких крейсеров
- Southampton флаг коммодора У. Э. Гуденафа
- Birmingham (кап. 1 ранга Э. Э. М. Дафф)
- Nottingham (кап. 1 ранга К. Б. Миллер)
- Dublin (кап. 1 ранга Э. К. Скотт)

#### 3-я эскадра лёгких крейсеров
- Falmouth (кап. 1 ранга Дж. Д. Эдварде) флаг контр-адмирала Т. Д. У. Нейпира
- Yarmouth (кап. 1 ранга Т. Д. Пратт)
- Birkenhead (кап. 1 ранга Э. Ривз)
- Gloucester (кап. 1 ранга У. Ф. Блант)

1-я флотилия эсминцев
- Fearless (крейсер-скаут) флаг кап. 1 ранга Д. К. Рупера 10 × 1 −102-мм/50, 25 узлов

- Acheron
- Badger
- Hydra
- Ariel
- Defender
- Lapwing
- Attack
- Goshawk
- Lizard

9-я и 10-я флотилии эсминцев
- Lydiard флаг кап. 2 ранга М. Л. Голдсмита

- Landrail
- Moorsom
- Turbulent
- Laurel
- Morris
- Liberty
- Termagant

13-я флотилия эсминцев
- Champion (лёгкий крейсер) флаг кап. 1 ранга Дж. У. Фэри

- Moresby
- Nicator
- Pelican
- Narborough
- Nomad
- Petard
- Nerissa
- Obdurate
- Nestor
- Onslow

#### Разное
- Гидроавианосец Engadine (кап.-лейт. Робинсон)

## Германский флот

### Флот открытого моря

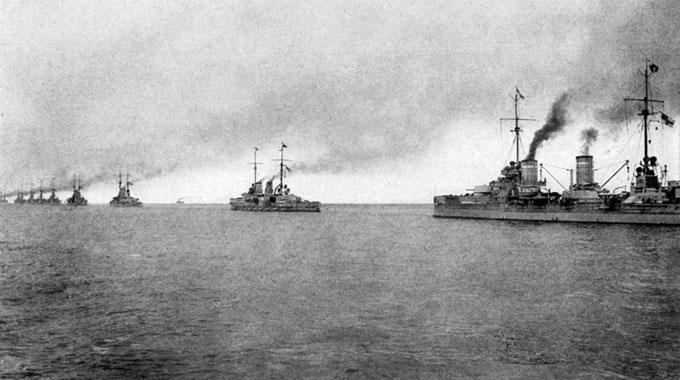
Флот открытого моря

#### 3-я эскадра линкоров
- Konig (кап. 1 ранга Брюнингхауз) флаг контр-адмирала Пауля Бенке
- Grosser Kurfurst (кап. 1 ранга Э. Гётте)
- Kronprinz (кап. 1 ранга К. Фельдт)
- Markgraf (кап. 1 ранга Зейферлинг)
- Kaiser (кап. 1 ранга фрайхерр фон Кейзерлинг) флаг контр-адмирала Г. Нордманна
- Kaiserin (кап. 1 ранга Сивере)
- Prinzregent Luitpold (кап. 1 ранга Хойзер)

#### 1-я эскадра линкоров
- Friedrich der Grosse (кап. 1 ранга Т. Фукс) флаг вице-адмирала Рейнхарда Шеера — командующего флотом
- Ostfriesland (кап. 1 ранга фон Натцмер) флаг вице-адмирала Э. Шмидта
- Thuringen (кап. 1 ранга Г. Кюзель)
- Helgoland (кап. 1 ранга фон Камеке)
- Oldenburg (кап. 1 ранга Гёпнер)
- Posen (кап. 1 ранга Р. Ланге) флаг контр-адмирала В. Энгельгардта
- Rheinland (кап. 1 ранга Рохардт)
- Nassau (кап. 1 ранга Г. Клаппенбах)
- Westfalen (кап. 1 ранга Редлих)

#### 2-я эскадра линкоров
- Deutschland (кап. 1 ранга Г. Мейрер) флаг контр-адмирала Ф. Мауве
- Hessen (кап. 1 ранга Р. Бартельс)
- Pommern (кап. 1 ранга Бёлькен)
- Hannover (кап. 1 ранга В. Гейне) флаг контр-адмирала фрайхерра фон Дальвига цу Лихтенфельса
- Schlesien (кап. 1 ранга Ф. Бенке)
- Schleswig-Holstein (кап. 1 ранга Варентрапп)

#### 4-я разведывательная группа
- Stettin (кап. 1 ранга Ф. Ребенсбург) флаг коммодора Л. фон Рейтера
- Munchen (кап. 2 ранга О. Бёкер)
- Hamburg (кап. 2 ранга фон Гаудекер)
- Frauenlob (кап. 1 ранга Г. Хоффманн)
- Stuttgart (кап. 1 ранга Хагедорн)

#### Миноносцы
- Rostock (лёгкий крейсер) (кап. 1 ранга О. Фельдманн) флаг коммодора А. Михельсена

##### 1-я миноносная флотилия
- G-39 флаг кап. 2 ранга К. Альбрехта

1-я полуфлотилия
- G-40
- G-38
- S-32

##### 3-я миноносная флотилия
- S-53 флаг кап. 2 ранга Холльманна

5-я полуфлотилия
- V-71
- V-73
- G-88

6-я полуфлотилия
- S-54
- V-48
- G-42

##### 5-я миноносная флотилия
- G-11 флаг кап. 2 ранга Хейнеке 573 тонн 2-88 мм/45, 2×1, 2×1 ТА 500 мм, 32 узла миноносец типа G-7

9-я полуфлотилия
- V-2
- V-4
- V-6
- V-1
- V-3

10-я полуфлотилия
- G-8 573 тонн 2-88 мм/45, 2×1, 2×1 ТА 500 мм, 32 узла
- G-7 573 тонн 2-88 мм/45, 2×1, 2×1 ТА 500 мм, 32 узла
- V-5
- G-9 573 тонн 2-88 мм/45, 2×1, 2×1 ТА 500 мм, 32 узла
- G-10 573 тонн 2-88 мм/45, 2×1, 2×1 ТА 500 мм, 32 узла

##### 7-я миноносная флотилия
- S-24 флаг кап. 2 ранга фон Коха

13-я полуфлотилия
- S-15
- S-17
- S-20
- S-16
- S-18

14-я полуфлотилия
- S-19
- S-23
- V-189
- V-186 (отправлен 31 мая в 7.15 обратно из-за текущих конденсаторов)

### Разведывательные силы

#### 1-я разведывательная группа
- Lutzow (кап. 1 ранга Хардер) флаг контр-адмирала Франца Хиппера — командующего соединением линейных крейсеров.
- Derflinger (кап. 1 ранга Хартог)
- Seydlitz (кап. 1 ранга Кристоф Мориц фон Эгиди)
- Moltke (кап. 1 ранга фон Карпф)
- Von der Tann (кап. 1 ранга Ганс Ценкер)

#### 2-я разведывательная группа
- Frankfurt (кап. 1 ранга Т. фон Трота) флаг контр-адмирала Ф. Бёдикера 8 — 150-мм/45, 2x1 ТА 500 мм, 27,5 узла
- Wiesbaden (кап. 1 ранга Рёйсе)
- Pillau (кап. 1 ранга Моммзен)
- Elbing (кап. 1 ранга Мадлунг)

#### Миноносцы
- Regensburg (лёгкий крейсер) (кап. 1 ранга Хойберер) флаг коммодора П. Гейнрих — выполнял функции флагмана всех миноносцев, приписанных к разведывательным силам флота.

##### 2-я миноносная флотилия (эсминцы)
- В-98 флаг кап. 1 ранга Шуура — 1374 тонн, 4-105 мм/45,[1] 2×2, 2×1 ТА 500 мм, 35,5 узла

3-я полуфлотилия
- G-101 — 1166 тонн, 4-88 мм/45, 2×2, 2×1 ТА 500 мм, 33 узла
- G-102 — 1166 тонн, 4-105 мм/45, 2×2, 2×1 ТА 500 мм, 33 узла
- В-112 — 1374 тонн, 4-105 мм/45, 2×2, 2×1 ТА 500 мм, 36 узлов
- В-97 — 1374 тонн, 4-105 мм/45, 2×2, 2×1 ТА 500 мм, 35,5 узла

4-я полуфлотилия
- В-109 — 1374 тонн, 4-105 мм/45, 2×2, 2×1 ТА 500 мм, 36 узлов
- В-110 — 1374 тонн, 4-105 мм/45, 2×2, 2×1 ТА 500 мм, 36 узлов
- В-111 — 1374 тонн, 4-105 мм/45, 2×2, 2×1 ТА 500 мм, 36 узлов
- G-103 — 1166 тонн, 4-88 мм/45, 2×2, 2×1 ТА 500 мм, 33 узла
- G-104 — 1166 тонн, 4-88 мм/45, 2×2, 2×1 ТА 500 мм, 33 узла

##### 6-я миноносная флотилия
- G-41 флаг кап. 2 ранга М. Шульца 3×88-мм/45; 6×500-мм ТА 34 узла

11-я полуфлотилия
- V-44 — 852 тонн, 3×88-мм/45; 6×500-мм ТА 33,5 узла
- G-87 — 3×88-мм/45; 6×500-мм ТА 33,5 узла
- G-86 — 3×88-мм/45; 6×500-мм ТА 33,5 узла
- S-50 — 808 тонн, 3×88-мм/45; 6×500-мм ТА 33,5 узла
- G-37 — 3×88-мм/45; 6×500-мм ТА 34 узла

12-я полуфлотилия
- V-69 — 3×88-мм/45; 6×500-мм ТА 33,5 узла
- V-45 — 852 тонн, 3×88-мм/45; 6×500-мм ТА 33,5 узла
- V-46 — 852 тонн, 3×88-мм/45; 6×500-мм ТА 33,5 узла

##### 9-я миноносная флотилия
- V-28 флаг кап. 2 ранга Геле 3×88-мм/45; 6×500-мм ТА 33,5 узла

17-я полуфлотилия
- V-27 3×88-мм/45; 6×500-мм ТА 33,5 узла
- V-26 3×88-мм/45; 6×500-мм ТА 33,5 узла
- S-36 3×88-мм/45; 6×500-мм ТА 33,5 узла
- S-51 3×88-мм/45; 6×500-мм ТА 34 узла
- S-52 3×88-мм/45; 6×500-мм ТА 34 узла

18-я полуфлотилия
- V-30 3×88-мм/45; 6×500-мм ТА 33,5 узла
- S-34 3×88-мм/45; 6×500-мм ТА 33,5 узла
- S-33 3×88-мм/45; 6×500-мм ТА 33,5 узла
- V-29 3×88-мм/45; 6×500-мм ТА 33,5 узла
- S-35 3×88-мм/45; 6×500-мм ТА 33,5 узла

В операции были задействованы подводные лодки:
- U-24,
- U-32,
- U-63,
- U-66,
- U-70,
- U-43,
- U-44,
- U-52,
- U-47,
- U-46,
- U-22,
- U-19,
- UB-22,
- UB-21,
- U-53,
- U-64.

К ведению разведки были привлечены 10 цеппелинов: L 9, L 11, L 13, L 14, L 16, L 17, L 21, L 22, L 23, L 24.